# فيلالوينجا دي لا روزاريو
بلدية فيلالوينجا دي لا روزاريو (بالإسبانية: Villaluenga del Rosario)‏، هي إحدى بلديات مقاطعة قادس, التي تقع في منطقة الأندلس جنوب إسبانيا.
يبلغ عدد سكانها 455 نسمة وفقاً لإحصائية سنة (2002).